# Stylidium exappendiculatum
Stylidium exappendiculatum är en tvåhjärtbladig växtart som först beskrevs av Allen Lowrie och Sherwin Carlquist, och fick sitt nu gällande namn av Wege. Stylidium exappendiculatum ingår i släktet Stylidium och familjen Stylidiaceae. Inga underarter finns listade i Catalogue of Life.